# Уитмор, Джон
Сэр Джон Уи́тмор (англ. John Whitmore; 16 октября 1937 года — 28 апреля 2017) — британский автогонщик, один из ведущих бизнес-тренеров Великобритании, создатель популярной модели коучинга GROW, автор книг о спорте, лидерстве и коучинге, в том числе бестселлера «Коучинг высокой эффективности», проданного тиражом в 500 000 экземпляров и переведенного на 17 языков.

## Биография

### Происхождение и образование
Отец — сэр Фрэнсис Генри Чарлтон Дуглас Уитмор, баронет. Джон Уитмор получил образование в Итоне, Королевской военной академии в Сандхерсте и сельскохозяйственном колледже Киренчестера (англ. Cirencester Agricultural College).
После смерти отца сэра Фрэнсиса Генри Чарлтона Дугласа Уитмора, баронета, Джон Уитмор унаследовал компанию Orsett Estate Company в городе Орсетт, Эссекс, Великобритания, включая фамильное поместье Орсетт Холл.

## Карьера

### Спортивная карьера
В 1961 году Джон Уитмор выиграл гонки British Saloon Car Championship на BMC Mini Minor. В 1963 году на этих же гонках он финишировал вторым на Mini Cooper, уступив Джеку Сирсу (англ. Jack Sears).
В течение пяти лет, с 1959 по 1966 год, Уитмор выступал также на гонках 24 часа Ле-Мана. В 1959 году он финишировал вторым в своем классе на Lotus Elite. В 1965 и 1966 годах он выступал на Ford GT40 и был вынужден сняться с гонок из-за технических проблем. В конце 1966 года Уитмор закончил карьеру автогонщика.

### Бизнес-карьера
Закончив выступления в качестве автогонщика, Джон Уитмор руководил крупным агропромышленным комплексом. В 1968 году,
оставив бизнес, изучал психологию в США, в том числе учился у Тимоти Голви. Вернувшись в Англию, основал школу тенниса и лыжную школу в Альпах, обучение в которых базировалось на принципах «внутренней игры» Тимоти Голви.
Вместе с Дэвидом Уатекером и Дэвидом Хэмери Уитмор основал компанию «Performance Consultants International», занимающуюся коучингом и бизнес-тренингами, старшим партнером и руководителем которой Уитмор остается и по сей день. Среди его персональных клиентов такие компании, как Deloitte, PricewaterhouseCoopers, Barclays, Lloyd’s of London, Rolls-Royce, British Airways, Novo Nordisk и Roche.
Уитмор разработал модель коучинга, получившую название GROW (Goal — Цели — ранжирование целей на занятие, на ближнюю и долгосрочную перспективу; Reality — Реальность — ориентация в текущей обстановке; Options/Opportunity — Выбор — стратегия и альтернативные варианты действий; Will/What Next — Воля — требования, рациональный выбор: что делать, как, кто это будет делать).
Британская Газета The Independent назвала Джона Уитмора бизнес-тренером № 1.
В 2007 году получил награду президента Международной федерации коучинга (ICF), которой было отмечено признание его работы по продвижению коучинга во всем мире.
Сэр Джон Уитмор — автор двух книг, посвященных коучингу. Книга «Коучинг высокой эффективности» была переведена на 17 языков, и разошлась тиражом в 500 000 экземпляров.